# Рія Сабай
Рія Сабай (нім. Ria Sabay; нар. 26 вересня 1985) — колишня німецька тенісистка.
Найвищу одиночну позицію світового рейтингу — 347 місце досягла 25 лютого 2008, парну — 238 місце — 12 травня 2008 року.
Здобула 5 парних титулів туру ITF.
Завершила кар'єру 2013 року.

## Фінали ITF

### Одиночний розряд (0–1)
| Легенда          |
| ---------------- |
| Турніри $100,000 |
| Турніри $75,000  |
| Турніри $50,000  |
| Турніри $25,000  |
| Турніри $10,000  |

| Фінали за покриттям |
| ------------------- |
| Тверде (0–1)        |
| Ґрунт (0–0)         |
| Трава (0–0)         |
| Килим (0–0)         |

| Результат | Ранг | Дата          | Турнір             | Покриття | Суперниця       | Рахунок  |
| --------- | ---- | ------------- | ------------------ | -------- | --------------- | -------- |
| Поразка   | 1.   | 3 червня 2007 | Стамбул, Туреччина | Тверде   | Чагла Бююкакчай | 4–6, 3–6 |

### Парний розряд (5–4)
| Легенда          |
| ---------------- |
| Турніри $100,000 |
| Турніри $75,000  |
| Турніри $50,000  |
| Турніри $25,000  |
| Турніри $10,000  |

| Фінали за покриттям |
| ------------------- |
| Тверде (3–4)        |
| Ґрунт (2–0)         |
| Трава (0–0)         |
| Килим (0–0)         |

| Результат | Ранг | Дата            | Турнір                                              | Покриття   | Партнерка        | Суперниці                                    | Рахунок            |
| --------- | ---- | --------------- | --------------------------------------------------- | ---------- | ---------------- | -------------------------------------------- | ------------------ |
| Перемога  | 1.   | 14 березня 2006 | Шеффілд, Велика Британія                            | Тверде (i) | Андреа Зівеке    | Мелісса Беррі Ліндсі Кокс                    | 7–6(9–7), 6–3      |
| Перемога  | 2.   | 28 серпня 2006  | Стамбул, Туреччина                                  | Тверде     | Емілі Веблі-Сміт | Irina Khatsko Mariya Malkhasyan              | W/O                |
| Перемога  | 3.   | 18 вересня 2006 | Тбілісі, Джорджія                                   | Ґрунт      | Ксенія Палкіна   | Varvara Galanina Людмила Нікоян              | 6–4, 3–6, 6–0      |
| Поразка   | 1.   | 14 березня 2007 | [[City of Сандерленд\|Сандерленд]], Велика Британія | Тверде (i) | Емілі Веблі-Сміт | Анна Говкінс Джейн О'Доног'ю                 | 4–6, 7–6(7–5), 3–6 |
| Поразка   | 2.   | 9 квітня 2007   | Дубай, ОАЕ                                          | Тверде     | Пемра Озген      | Катерина Авдієнко Христина Григорян          | 2–6, 1–6           |
| Перемога  | 4.   | 2 червня 2007   | Стамбул, Туреччина                                  | Тверде     | Чагла Бююкакчай  | Мая Камбич Августа Цибишева                  | 6–2, 6–4           |
| Поразка   | 3.   | 3 липня 2007    | Вальядолід, Іспанія                                 | Тверде     | Юстіна Озга      | Нурія Льягостера Вівес Аранча Парра Сантонха | 0–6, 2–6           |
| Поразка   | 4.   | 30 липня 2007   | Віго, Іспанія                                       | Тверде     | Юстіна Озга      | Естрелья Кабеса Кандела Карла Суарес Наварро | 1–6, 6–4, 3–6      |
| Перемога  | 5.   | 17 вересня 2007 | Телаві, Джорджія                                    | Ґрунт      | Ксенія Палкіна   | Василіса Давидова Марина Шамайко             | 6–2, 6–2           |